# Радіоспектрометр острова Бруні
Радіоспектрометр острова Бруні (англ. Bruny Island Radio Specrometer, BIRS) — колишній радіотелескоп на острові Бруні, яким приватно керував Білл Еріксон, тодішній науковий співробітник Університету Тасманії. Він був розроблений для вимірювання відносно низькочастотного радіовипромінювання Сонця, приблизно від 62 МГц до найнижчих можливих частот, здатних проникнути в іоносферу, які зазвичай коливаються між 7 і 13 МГц, але іноді становлять лише 3 МГц. Надійні вимірювання нижче 20 МГц важко отримати за допомогою наземних телескопів через перешкоди від місцевих та віддалених радіоджерел. Основною метою радіоспектрометра було виявлення та вивчення корональних радіосплесків II типу, але іноді також вимірювалися радіоспалахи на частотах нижче 3 МГц, які, ймовірно, походять від Юпітера. У січні 2015 року на BIRS стався апаратний збій, і після цього радіоспектрометр перестав публікувати дані.
Острів Бруні, невеликий острів біля південно-західного узбережжя Тасманії, обрали як місце розташування радіоспектрометра, тому що цей регіон має надзвичайно низьку частоту іоносферного відсічення надзвичайно, а також місцеві перешкоди в цьому районі відносно слабкі.
Антена являла собою щоглу довжиною 21,4 м, яка підтримувала дві трикутні рамки з 23 диполями розміром від 3,05 до 50 м, розташованих логоперіодично. Обладнання для обробки сигналу, підключене до антени коаксіальним кабелем, перебувало в сусідній лабораторії.
Через велику значну кількість перешкод, які можуть впливати на вимірювання радіоспектрометра, для обробки даних довелося застосувати кілька методів. Дані спочатку подавалися на попередній підсилювач і фільтр нахилу, щоб запобігти перешкодам, які перевантажують сигнал і заглушають потрібну інформацію. Потім сигнал посилювався й подавався на комерційно придбаний аналізатор спектра, який вибирав 128 відносно вільних від перешкод частот для спостереження кожні 3 секунди протягом пів години. Частоти нижче 20 МГц здебільшого використовуються для міжнародного зв'язку, тому системі потрібно було адаптувати свої фільтри кожні пів години, щоб ефективно усунути перешкоди. Для калібрування антена використовувала галактичне фонове випромінювання. Радіоспектрометр був орієнтований майже прямо на південний полюс Галактики, тому для калібрування вимірювався фон в цій точці.
Радіоспектрометр острова Бруні був однією з перших спроб створити наземний радіотелескоп для спостереження на частотах нижче 20 МГц. Технологічні рішення, використані в Радіоспектрометрі острова Бруні, з часом були інтегровані в інші радіоспектрометри. Грен-Бенкський спектрометр сонячних радіоспалахів (англ. Green Bank Solar Radio Burst Spectrometer) був розроблений з використанням спектрометра та блоку обробки даних, аналогічних Радіоспектрометру острова Бруні. Його конструкція також вплинула на створення Довгохвильової решітки. У 2005 році Білла Еріксона нагородили першою медаллю Ґроута Ребера, серед іншого за його значний внесок у телескопи метрової довжини хвилі в таких проєктах, як Радіоспектрометр острова Бруні.